# المجيد (أسماء الله الحسنى)
المجيد من أسماء الله الحسنى، على وزن فعيل من صيغة المبالغة، ومعناه: كثير المجد والتمجيد، المتضمن لكثرة صفات كماله وسعتها وعدم إحصاء الخلق لها وسعة أفعاله وكثرة خيره ودوامه.

## في القرآن
ورد في القرآن مرتين في: ﴿قَالُوا أَتَعْجَبِينَ مِنْ أَمْرِ اللَّهِ رَحْمَةُ اللَّهِ وَبَرَكَاتُهُ عَلَيْكُمْ أَهْلَ الْبَيْتِ إِنَّهُ حَمِيدٌ مَجِيدٌ ۝٧٣﴾ سورة هود:73، وفي قوله:﴿ذُو الْعَرْشِ الْمَجِيدُ ۝١٥﴾ سورة البروج:15 .

## في السنة النبوية
ورد اسم الله المجيد في صيغة الصلاة على النبي التي تُقال في التشهد (الصلاة الإبراهيمية) عن عقبة بن عمرو قال:
| المجيد (أسماء الله الحسنى) | أتانا رسولُ اللهِ ﷺ ونحن في مجلسِ سعدِ بنِ عُبادةَ ، فقال له بشيرُ بنُ سعدٍ : أَمَرَنا اللهُ تعالى أن نُصَلِّيَ عليك يا رسولَ اللهِ ، فكيف نُصَلِّي عليك ؟ قال: فسَكَتَ رسولُ اللهِ ﷺ حتى تَمَنَّيْنا أنه لم يَسْأَلْه . ثم قال رسولُ اللهِ ﷺ : قولوا : اللهمَّ، صلِّ على محمدٍ وعلى آلِ محمدٍ، كما صلَّيْتَ على آلِ إبراهيمَ ، وبارِكْ على محمدٍ وعلى آلِ محمدٍ، كما بارَكْتَ على آلِ إبراهيمَ ، في العالمين إنك حميدٌ مجيدٌ . والسلامُ كما قد عَلِمْتُم | المجيد (أسماء الله الحسنى) |